# Sacrario Militare di Pian di Salesei
Der Sacrario Militare di Pian di Salesei ist ein Soldatenfriedhof und eine Gedenkstätte bei Livinallongo del Col di Lana in der Provinz Belluno in Italien. Hier fanden über 5000 Soldaten, die im Ersten Weltkrieg im Gebirgskrieg 1915–1918 und insbesondere bei den Kämpfen am und um den Col di Lana gefallen waren, ihre letzte Ruhestätte.

## Kurzbeschreibung
Die Gedenkstätte Pian di Salesei entstand 1938 nach den Plänen des Architekten Giovanni Greppi und des Bildhauers Giannino Castiglioni, die bereits die monumentale Anlage in Redipuglia entwarfen, und ersetzte den 1922 hier errichteten Kriegsfriedhof. Mit dem Neubau wurden auch die sterblichen Überreste aus mehreren Soldatenfriedhöfen am Col di Lana und auf der Marmolata nach Pian di Salesei umgebettet.
Auf dem Friedhof sind die Gebeine von 704 namentlich bekannten Soldaten bestattet, unter denen sich neben 685 italienischen Gefallenen auch 19 österreich-ungarische Soldaten aus den italienischsprachigen Reichsgebieten der Doppelmonarchie befinden. Zudem sind dort 4705 unbekannte Soldaten beerdigt.
Die Gedenkstätte liegt auf einer Höhe von 1185 m s.l.m. im Buchensteintal in den Belluneser Dolomiten direkt an der Strada provinciale 563. Der Bau hat einen kreuzförmigen Grundriss mit einer Überkreuzung paralleler Mauerlaibungen, in denen sich in übereinanderliegenden Reihen die mit grünen Marmorplatten verschlossenen Gräber befinden. Auf den Marmorplatten sind der Name und der Rang des Gefallenen eingraviert. An der Spitze des kreuzförmigen Grundrisses befindet sich eine Kapelle. Vom Parkplatz zum Friedhof führen acht Stufen, auf denen sich je zwei große Marmorblöcke mit den Namen besonders umkämpfter Orte entlang der italienischen Front befinden.
Unterhalten wird die Gedenkstätte vom Generalkommissariat für die Kriegsgräberfürsorge (italienisch Commissariato Generale per le Onoranze ai Caduti), das dem italienischen Verteidigungsministerium untersteht.

## Lage
Die Gedenkstätte liegt im Gebiet der Gemeinde Livinallongo del Col di Lana am Fuße des Col di Lana, um den es im Ersten Weltkrieg erbitterte Kämpfe zwischen italienischen und k.u.k. Truppen gab. Im Sommer 1915 war die österreichisch-ungarische Frontlinie im Gebiet des Col di Lana zusätzlich von Truppen des Deutschen Alpenkorps verstärkt worden. Die Gefallenen des Alpenkorps fanden allerdings nicht auf Pian di Salesei ihre letzte Ruhestätte, sondern auf der nahe gelegenen deutschen Kriegsgräberstätte Pordoi.

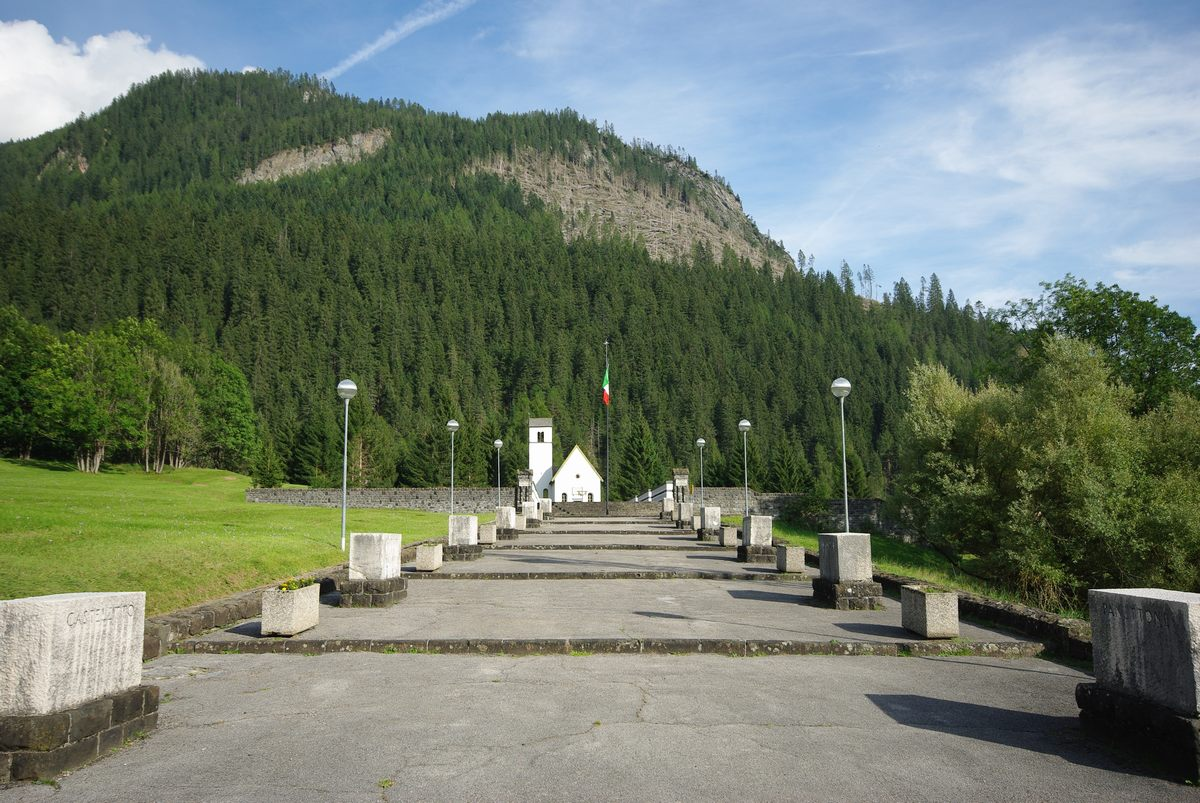
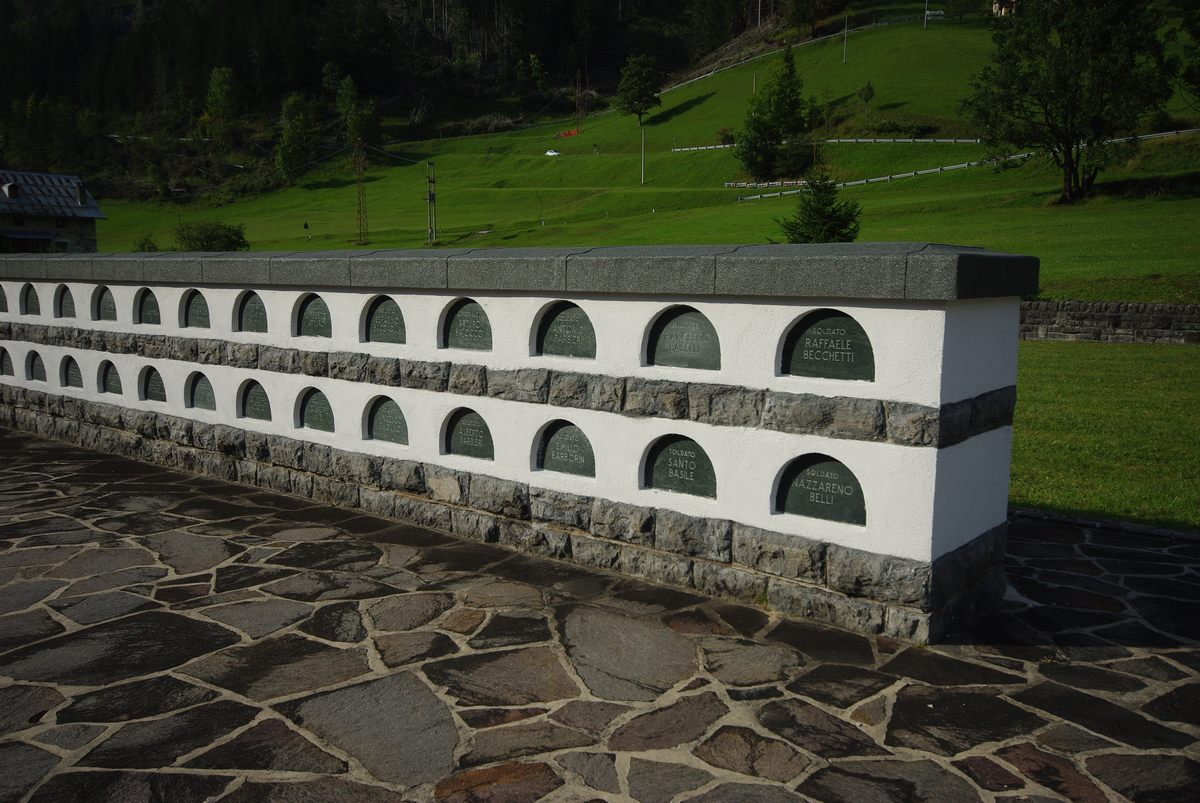
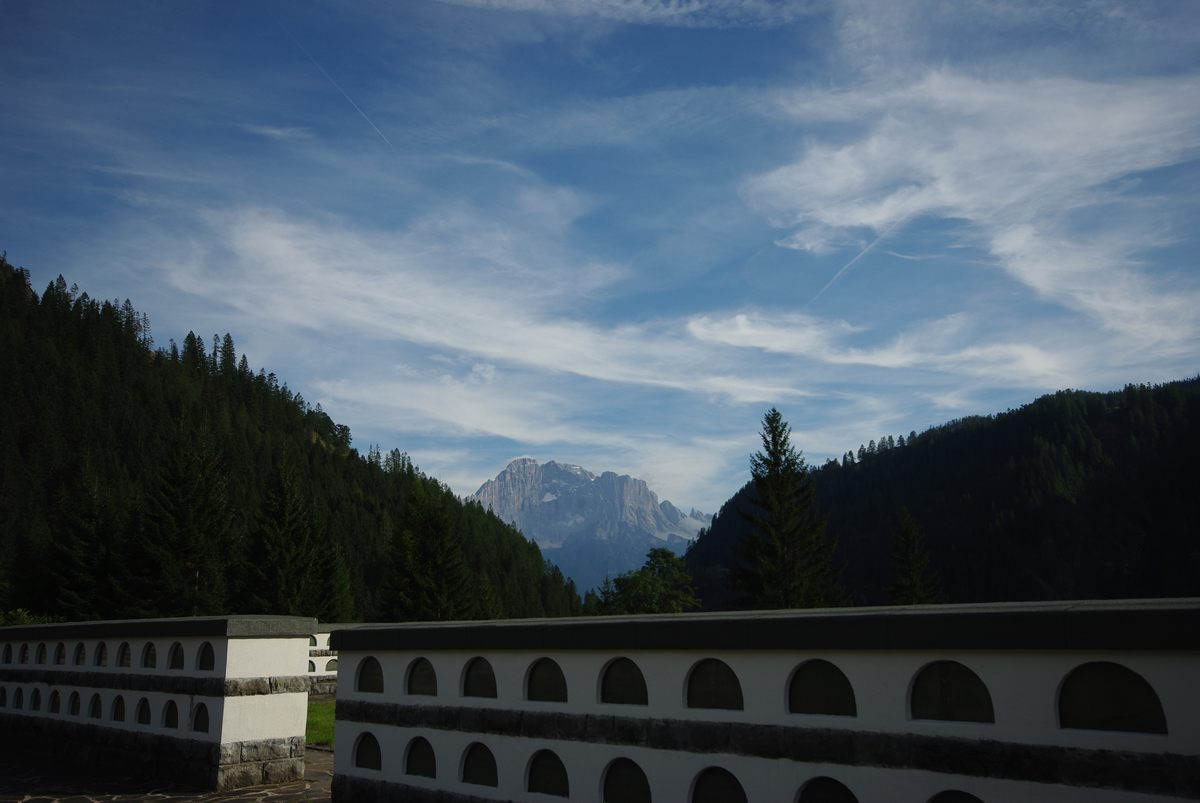
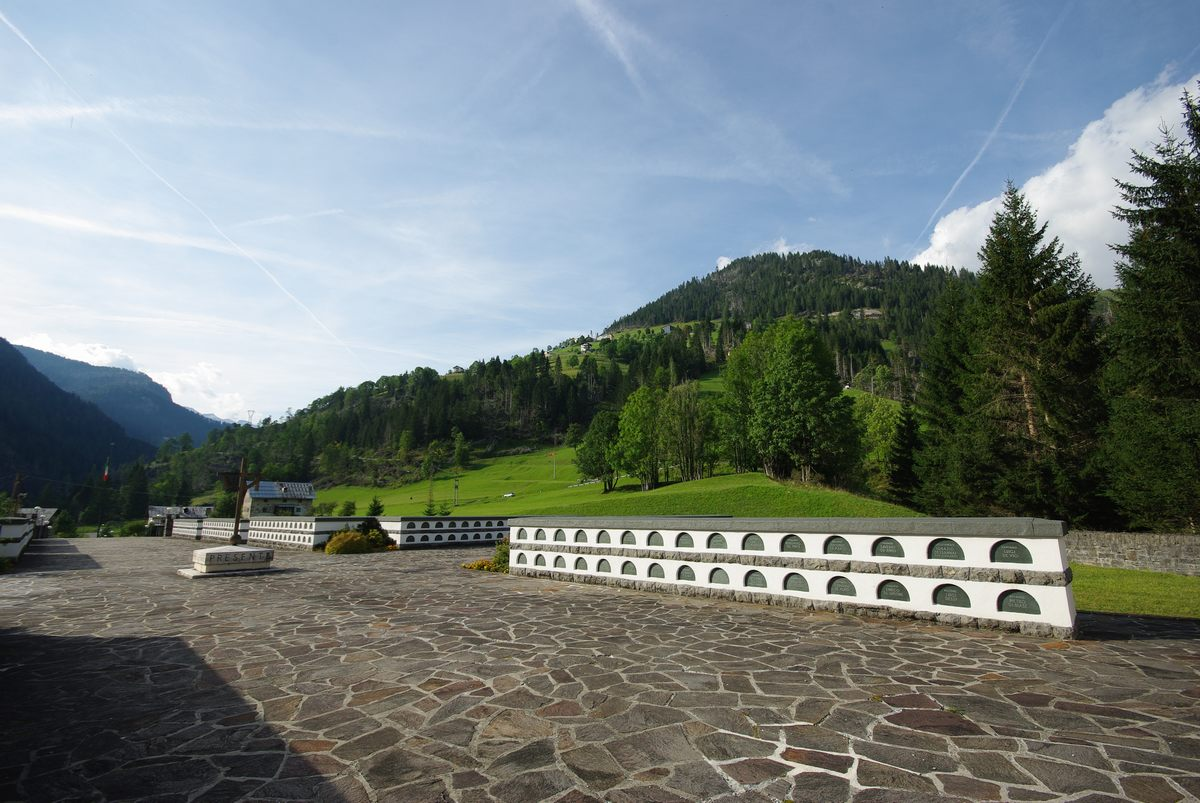